# Renato Machado
Renato Machado (Rio de Janeiro, 21 de março de 1943) é um renomado jornalista da televisão brasileira.

## Carreira
Formou-se em Direito e jornalismo pela Pontifícia Universidade Católica do Rio de Janeiro e começou sua carreira no rádio em 1970. Em 39 anos de profissão, o repórter, apresentador e editor passou pela BBC. Mais tarde, passou pelo Jornal do Brasil e pela extinta Rede Manchete (onde apresentou o Noite Dia, nova nomenclatura do Jornal da Manchete Segunda Edição).
Renato começou sua carreira no teatro, participando de grupos amadores e atuando em montagens como A Tempestade, de William Shakespeare, e em Os Filhos Terríveis e Antígona. Com a inauguração da Rede Globo de Televisão, em 1965, atuou em duas novelas como coadjuvante: Rosinha do Sobrado, segunda novela da casa, e a primeira versão de A Moreninha, ambas estreladas por Marília Pêra. Na TV Excelsior, trabalhou na primeira versão de Sangue do Meu Sangue, de 1969 a 1970. Também dublou seriados americanos e, em 1966, atuou no filme O Mundo Alegre de Helô.
Foi correspondente internacional baseado em Nova Iorque, e cobriu eleições, negociações políticas e econômicas, acordos e as guerras em Honduras, El Salvador, Nicarágua e Golfo Pérsico. De volta ao Brasil, fez reportagens especiais para o Fantástico e para o Globo Repórter.
Apresentou o Jornal da Globo em 1982-1983, o RJTV entre 1989-1990 e 1992, o Jornal Nacional eventualmente de 1995 a 2011, e o Fantástico Especial no dia 31 de dezembro de 1995.
Em 1982, apresentou o primeiro Plantão JN, sobre a Guerra das Malvinas. Aquele plantão foi o primeiro da televisão brasileira. Na ocasião, a imagem na tela era Plantão JN, e Renato falava em off.
De 1996 a 2011, Renato foi o editor-chefe e apresentador do Bom Dia Brasil, onde comandava uma equipe de aproximadamente 30 pessoas. Nesse período o telejornal modificou um pouco seu enfoque para abranger mais cultura, música e gastronomia. A maior parte desse período ele dividiu bancada com Renata Vasconcellos.
Também foi um dos eventuais apresentadores do Jornal Nacional, substituindo William Bonner e Fátima Bernardes.
Renato é apreciador de música clássica e é conhecido no país como grande conhecedor de vinhos e de gastronomia. Além de ser crítico de vinhos do jornal O Globo e da Rádio CBN, é autor da série Reserva Especial, produzida pelo canal GNT. O programa revela os segredos da arte da produção dos melhores vinhos da Europa. Dividiu com o chef francês radicado no Brasil Claude Troisgros a apresentação do programa Menu Confiança, onde harmonizou vinhos e receitas.
Foi casado com a colunista Danuza Leão. É pai da atriz Maria Eduarda Machado que protagonizou o folhetim Malhação, em 2007. Em 2009, Renato teve que fazer um cirurgia, de ponte de safena, de última hora, o que o deixou mais de um mês afastado do Bom Dia Brasil, sendo substituído pelo jornalista Márcio Gomes. Em Janeiro de 2011, após suas férias, Renato volta a comandar o Bom Dia Brasil, apenas acumulando o cargo de apresentador, dando lugar a Miguel Athayde como editor chefe do telejornal, em setembro do mesmo ano, voltou a ser correspondente internacional, em Londres, com matérias para os telejornais da Globo e uma coluna semanal no Jornal da Globo. Em 11 de dezembro de 2015, durante o Bom Dia Brasil, Renato anunciou sua saída do telejornal de Londres e volta ao Brasil. Ao retornar ao Brasil, o jornalista passou a trabalhar no Globo Repórter como repórter especial. A sua primeira reportagem para o programa foi ao ar em junho de 2016 com uma reportagem de Machado sobre uma bailarina do Morro da Mangueira que virou estrela em Nova Iorque.
Em novembro de 2021, Machado foi demitido pela Rede Globo, após mais de 40 anos de serviços prestados.

## Filmografia
| Ano       | Nome                 | Personagem/Cargo | Emissora      |
| --------- | -------------------- | ---------------- | ------------- |
| 1965      | A Moreninha          | médico           | TV Globo      |
| 1965      | Rosinha do Sobrado   | Renato           | TV Globo      |
| 1969      | Sangue do Meu Sangue | Ricardo Resende  | TV Excelsior  |
| 1982–1983 | Jornal da Globo      | Apresentador     | TV Globo      |
| 1983–1988 | Telejornais da Globo | Correspondente   | TV Globo      |
| 1988–1991 | RJTV                 | Apresentador     | Globo Rio     |
| 1988–1991 | Globo Repórter       | Repórter         | TV Globo      |
| 1991–1992 | Noite Dia            | Apresentador     | Rede Manchete |
| 1992–1996 | Fantástico           | Repórter         | TV Globo      |
| 1996–2011 | Bom Dia Brasil       | Apresentador     | TV Globo      |
| 1998–2003 | N de Notícia         | Apresentador     | GloboNews     |
| 2011–2015 | Bom Dia Brasil       | Correspondente   | TV Globo      |
| 2015–2021 | Globo Repórter       | Repórter         | TV Globo      |